# John Hencken
John Frederick Hencken (né le 29 mai 1954 à Culver City) est un ancien nageur américain spécialiste des épreuves de brasse. Triple champion olympique et double champion du monde dans les années 1970, Hencken a détenu les records du monde des 100 m et 200 m brasse.

## Biographie
Il participe pour la première fois aux Jeux olympiques à Munich en 1972. Le nageur, étudiant à l'université Stanford de Californie, y remporte la médaille d'or sur l'épreuve du 200 m brasse en établissant une nouvelle meilleure performance de l'histoire. Il décroche également la médaille de bronze sur 100 m brasse.
L'année suivante, lors de la première édition des Championnats du monde, John Hencken est sacré avec le relais américain 4 × 100 m quatre nages et sur 100 m brasse.
En 1976, lors des Jeux olympiques de Montréal, le détenteur du record du monde est battu lors de la finale du 200 m brasse par son grand rival, le Britannique David Wilkie. L'Américain se rattrape en remportant l'épreuve du 100 m brasse en établissant un nouveau record du monde. Sur l'épreuve du 4 × 100 m quatre nages, il participe à la victoire prévisible du relais américain dont tous les relayeurs avaient remporté un sacre individuel lors de la compétition.
En 1988, l'ancien nageur est intronisé membre de l'International Swimming Hall of Fame.

## Palmarès

### Jeux olympiques
| Épreuve                | Édition               | Édition               |
| Épreuve                | Munich 1972           | Montréal 1976         |
| ---------------------- | --------------------- | --------------------- |
| 100 m brasse           | Bronze 1 min 5 s 61   | Or 1 min 3 s 11 (RM)  |
| 200 m brasse           | Or 2 min 21 s 55 (RM) | Argent 2 min 17 s 26  |
| 4 × 100 m quatre nages | —                     | Or 3 min 42 s 22 (RM) |

### Championnats du monde
- Championnats du monde 1973 à Belgrade (Yougoslavie) :
  -  Médaille d'or du 100 m brasse ;
  -  Médaille d'or au titre du relais 4 × 100 m quatre nages ;
  -  Médaille d'argent du 200 m brasse.

## Records
6 records du monde en grand bassin sur 100 m brasse.
5 records du monde en grand bassin sur 200 m brasse :
- 2 min 22 s 79 (5 août 1972 à Chicago) ;
- 2 min 21 s 55 (2 septembre 1972 à Munich) ;
- 2 min 20 s 52 (24 août 1973 à Louisville - battu par David Wilkie le 6 septembre 1973) ;
- 2 min 18 s 93 (24 août 1974 à Concord) ;
- 2 min 18 s 21 (1er septembre 1974 à Concord - battu par David Wilkie le 24 juillet 1976).